# 屈尔西亚东加隆
屈尔西亚东加隆（法語：Curciat-Dongalon，法語發音：[kyʁsja dɔ̃ɡalɔ̃]）是法国东部安省的一个市镇，属于布雷斯地区布尔格区。

## 地理
屈尔西亚东加隆（46°28'30"N, 5°9'27"E）面积23.94 平方千米，位于法国奥弗涅-罗讷-阿尔卑斯大区安省，该省份为法国东部省份，北起汝拉省，西北接索恩-卢瓦尔省，西接罗讷省和里昂大都会，南至伊泽尔省，东与萨瓦省、上萨瓦省和瑞士接壤。
与屈尔西亚东加隆接壤的市镇（或旧市镇、城区）包括：库尔特、圣尼济耶勒布舒、韦尔努、布雷斯地区蒙蓬、罗姆奈、瓦雷訥聖索沃爾。

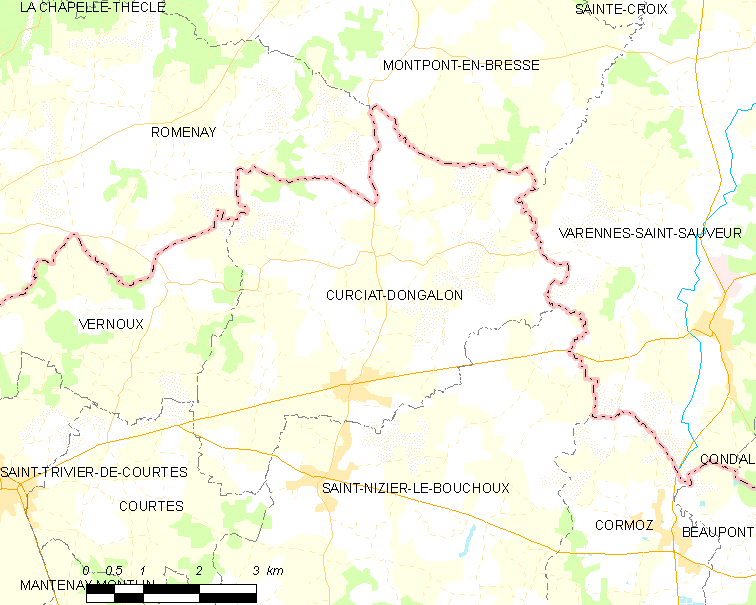
屈尔西亚东加隆的OSM定位图

屈尔西亚东加隆的时区为UTC+01:00、UTC+02:00（夏令时）。

## 行政
屈尔西亚东加隆的邮政编码为01560，INSEE市镇编码为01139。

## 政治
屈尔西亚东加隆所属的省级选区为勒普隆日县。

## 人口

1962-2008年间屈尔西亚东加隆人口变化图示

屈尔西亚东加隆于2022年1月1日时的人口数量为462人。